# General Electric F101
General Electric F101 je americký vojenský turbodmychadlový motor s přídavným spalováním pohánějící strategické bombardéry United States Air Force Rockwell B-1 Lancer. Jednalo se o první turbodmychadlový motor s přídavným spalováním zkonstruovaný společností General Electric. Při plném výkonu přídavného spalování typ dosahuje maximálního tahu až 130 kN (30 000 lbf).

## Vznik a vývoj
F101 byl vyvinut speciálně pro program Advanced Manned Strategic Aircraft, z něhož posléze vzešel typ B-1A, a v letech 1970 až 1981 sloužil k pohonu jeho čtyř prototypů, a ačkoliv vývoj projektu byl v roce 1977 oficiálně zrušen, program letových zkoušek pokračoval i poté a koncernu General Electric byla udělena zakázka na vývoj varianty F101-102. Ta od roku 1984 poháněla verzi B-1B, do služby zařazenou v roce 1986. Čtyři motory F101 přispěly B-1B k získání celkem 61 světových rekordů v rychlosti, nosnosti a doletu.
General Electric F110 je variantou pro pohon stíhacích letounů odvozenou od F101, která byla zkonstruována díky datům získaných počátkem 80. let 20. století testováním letounu F-16 Fighting Falcon s nainstalovaným motorem F101. Typ F101 se také stal základem úspěšné série motorů CFM56, určené pro použití v oblasti civilního letectví.

## Použití
- General Dynamics F-16/101 (pouze experimentální instalace)
- Rockwell B-1 Lancer

## Specifikace (F101-GE-102)
Údaje podle

### Technické údaje
- Typ: dvouproudový motor s přídavným spalováním
- Délka: 460 cm (181 palců)
- Průměr: 140 cm (55 palců)
- Suchá hmotnost: 1 995 kg (4 400 lb)

### Součásti
- Kompresor: axiální, dvoustupňové dmychadlo, devítistupňový vysokotlaký kompresor
- Spalovací komora: prstencová
- Turbína: jednostupňová vysokotlaká, dvoustupňová nízkotlaká

### Výkony
- Maximální tah: 77,4 kN (17 390 lbf) suchý tah, 136,9 kN (30 780 lbf) s přídavným spalováním
- Maximální stupeň stlačení: 26,8:1
- Měrná spotřeba paliva: 0,562 lb/(lbf·h) (suchý tah), 2,46 lb/(lbf·h) (maximální)
- Poměr tah/hmotnost: 7,04:1 (s přídavným spalováním)